# Caoxi Road
Caoxi Road (漕溪路) is een station van de metro van Shanghai, gelegen in het district Xuhui. Het station werd geopend op 26 december 2000 en is onderdeel van lijn 3. Op loopafstand van het station bevindt zich de eerste IKEA van Shanghai.